# ブルーファイア・ラボラトリーズ

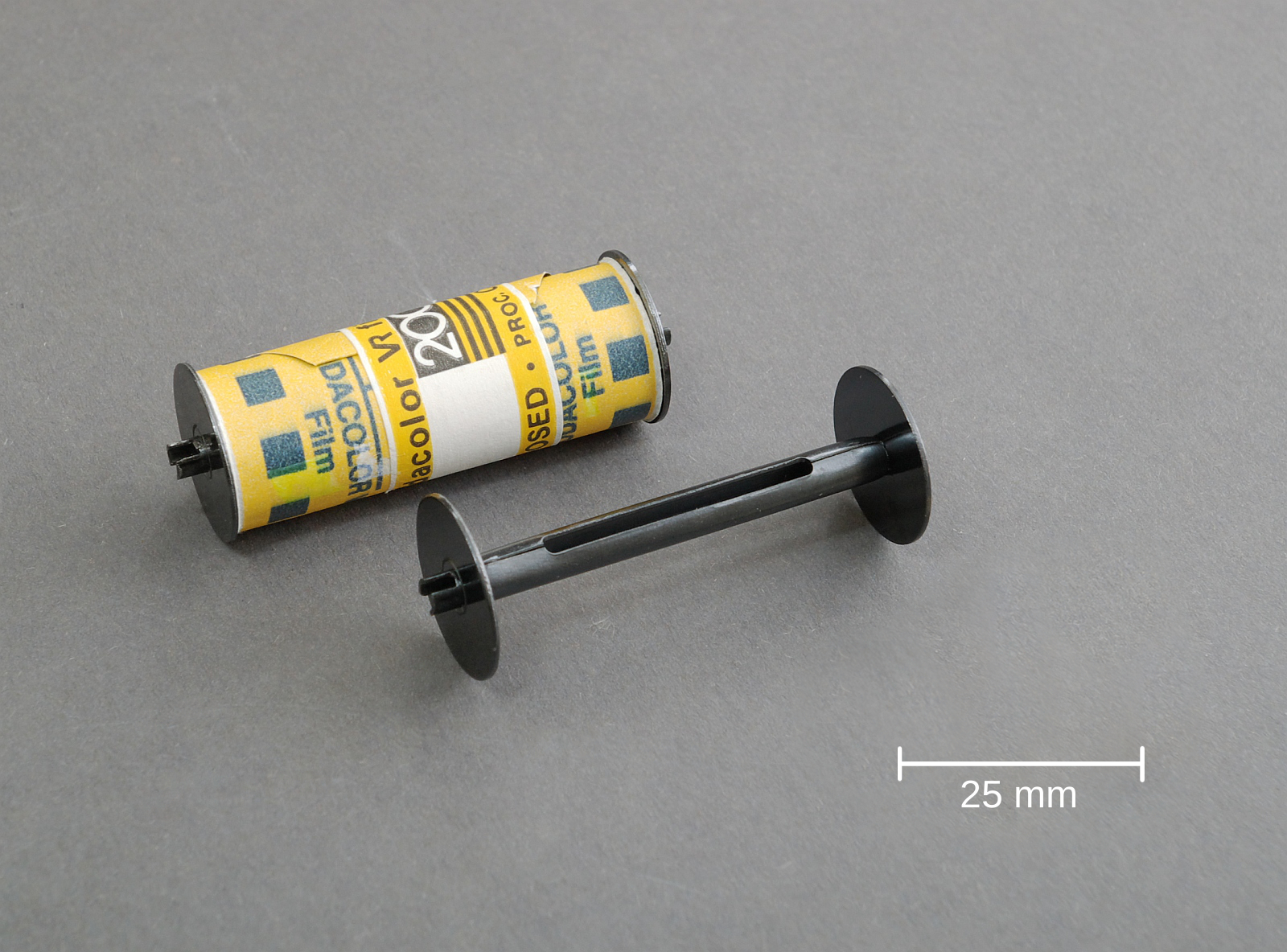
同社の特色とする127フィルムと同規格用スプール。写真はコダックの製品（参考）。

ブルーファイア・ラボラトリーズ（英語: Bluefire Laboratories ）、その略称および登録商標ブルーファイア（英語: Bluefire）は、写真フィルム等を製造販売するカナダの企業アドックス・フォトワーク・インク（英語: Adox Fotowerke, Inc. ）の屋号およびブランド名である。
同社はアドックスブランドの同国での商標権を所有しているが、ドイツの企業にライセンス供与してあり、混乱を生じないために正式社名を前面に打ち出さずに「ブルーファイア」あるいは「ブルーファイア・ラボラトリーズ」を使用している。
コダックが1995年（平成7年）7月に生産終了した127フィルムを製造販売する、という点において、2012年4月現在、クロアチアのフォトケミカ・ノヴァと並び世界で2社しかない企業のうちの1社である。

## 略歴・概要
当初ブルーファイア・ラボラトリーズは、一般的ではないサイズのフィルムを紹介する通販ウェブサイトであった「フリューガルフォトグラファー」（英語: Frugal Photographer ）の余技として始まった。

2003年（平成15年）、同社は、失効していたアドックスの商標権を取得、社名をアドックス・フォトワーク・インクに改める。ところが同年、ドイツでもアドックスの商標権を取得した企業が存在し、交渉の結果、同社はカナダでの商標権をドイツの企業にライセンス供与し、全世界的にアドックスブランドの製品はドイツの企業が製造販売する、ということになった。
2006年（平成18年）、同社はカラーネガ127フィルム、「ブルーファイアムラーノ160」の発売を開始する。
日本では、2012年4月現在、北海道・斜里町のかわうそ商店が、同社の正規輸入代理店である。

## おもな製品一覧

### フィルム
- ブルーファイアムラーノ160 -  「コダックポートラ（英語版）160」の巻き直し[2][4]、ISO160、カラーネガフィルム、127フィルム
- ブルーファイアムラーノ160レッドスケール -  ISO160、レッドスケール（英語版）ネガフィルム、127フィルム
- ブルーファイアムラーノ400 -  「コダックポートラ400」の巻き直し、ISO400、カラーネガフィルム、127フィルム
- ブルーファイアポリース -  ISO25、パンクロマティック白黒ネガフィルム（英語版）、24枚撮135フィルム

### 現像液
- ブルーファイアHR -  現像液
- ブルーファイアMicro -  現像液